# ライム
ライム（英: Lime、学名: Citrus aurantiifolia）とは、柑橘類の一種。樹木としてはインドからミャンマー、マレーシア一帯の熱帯地域を原産とする低木。果実としてはライムの木の実である。

## 概要
ライムの果実はレモンに似ているが、レモンと比べると乳頭と呼ばれる先端の突起が小さく若干小振りである。レモンよりやや小さいタヒチライム、ペルシアライム(Citrus latifolia)と、さらに果実が一回り小さいメキシカンライム、キーライム(Citrus aurantiifolia)と大きく分けて2種類ある（なお、メキシコでもタヒチライムが栽培されており、日本に輸入されているメキシコ産のライムがメキシカンライムとは限らない）。
日本国内でも苗が流通するが、耐寒性の強いタヒチライムの方が栽培しやすい。茎にはトゲがあり、葉には小さい翼葉が付いている。花は蕾も開花後も白く、レモンの花の様に赤みを帯びない。タヒチライムは四季咲き性が強いが、3倍体で種が殆ど出来ないためか、大量に花が咲く割には結実率が非常に低く不安定であり、幼果の時に落ちやすい。各地の農業試験場の研究で、ジベレリン酸（GA剤）散布が結実率の向上に有効だと判明しているが、現在のところ農薬登録が無い。
英語でLime greenとは、ライムの皮の色の黄緑色を意味する。

## 特徴
果実の直径は6 - 8 センチメートル。形はレモンよりも丸っぽく、皮の厚さは薄い。皮の色は、レモンの黄色と違って緑がかっている。果肉もいくらか緑色をしている（完熟すると果皮は黄変するが果汁の酸味が抜けてしまうので緑色の時に収穫する）味はレモンと同様に酸っぱいが、ライム独特の苦味に似た風味がある。香りもやはりレモンに似ているが、より鋭い、と表現される。収穫直後は皮も果汁もさわやかな香りがするが、日本国内で販売されている輸入ライムは収穫から時間が経過している為、香りはやや弱い。
メキシコ、インド、エジプトなどが主な産地である。

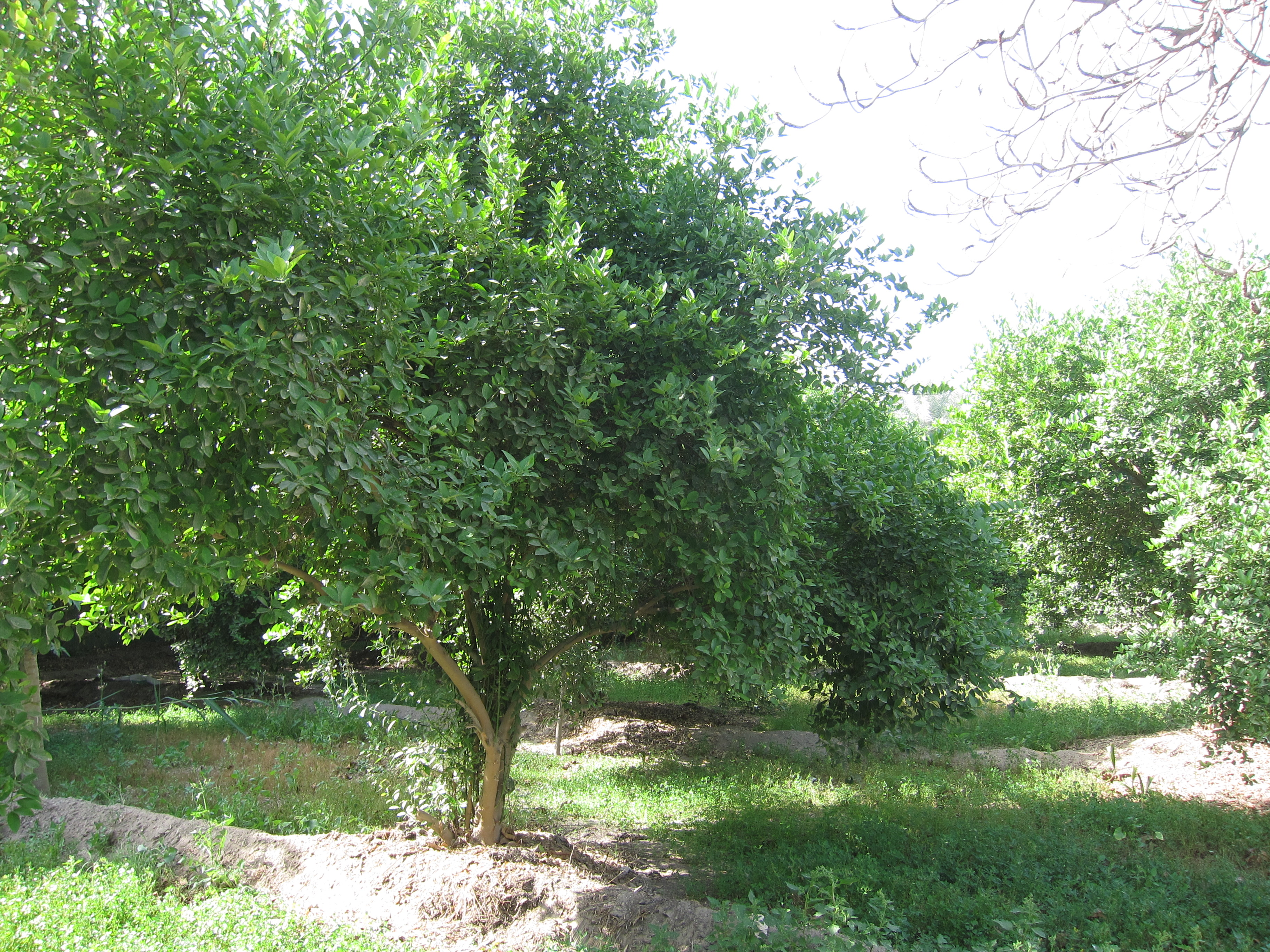
ライムの木
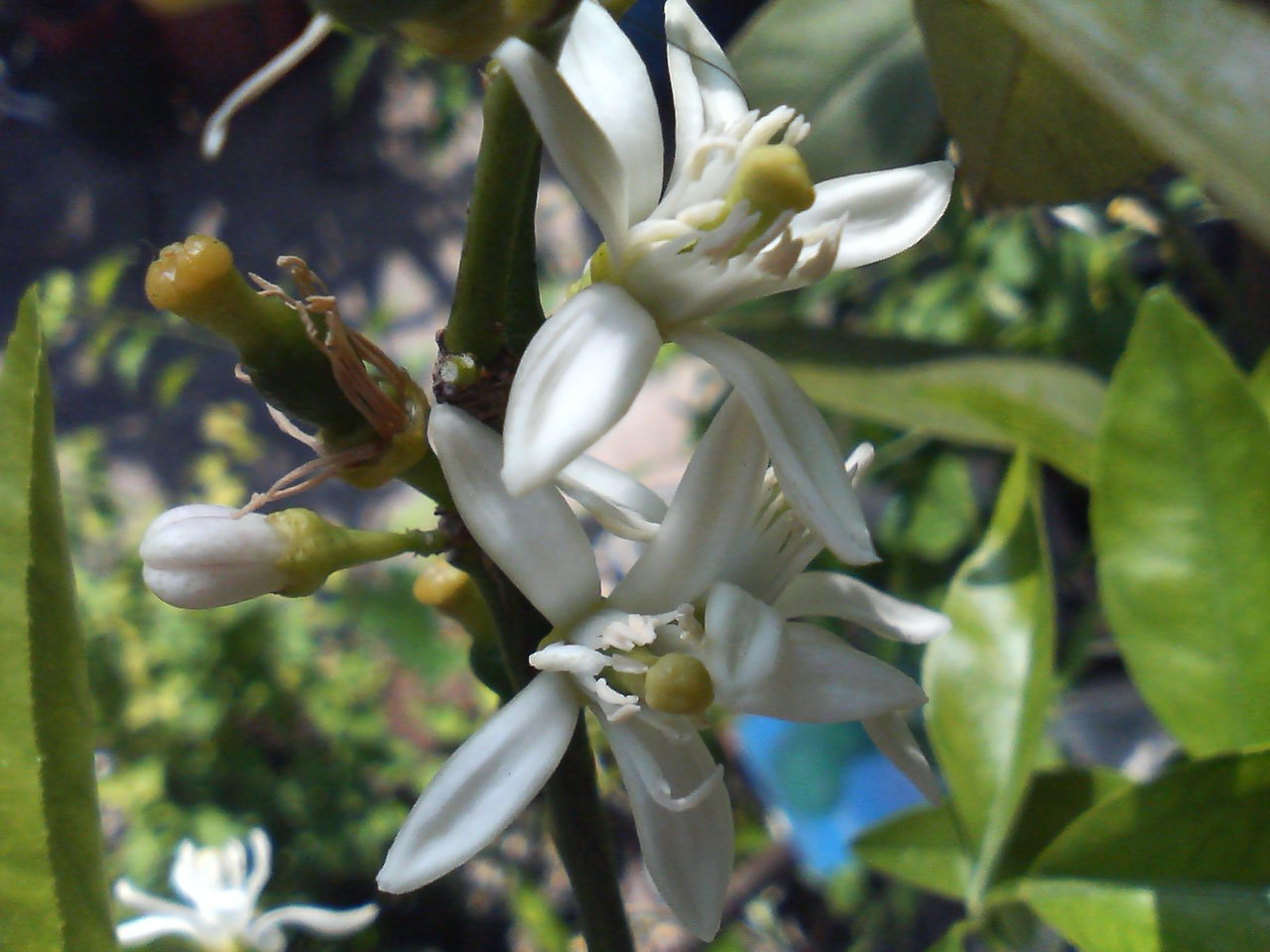
ライムの蕾と花と幼果
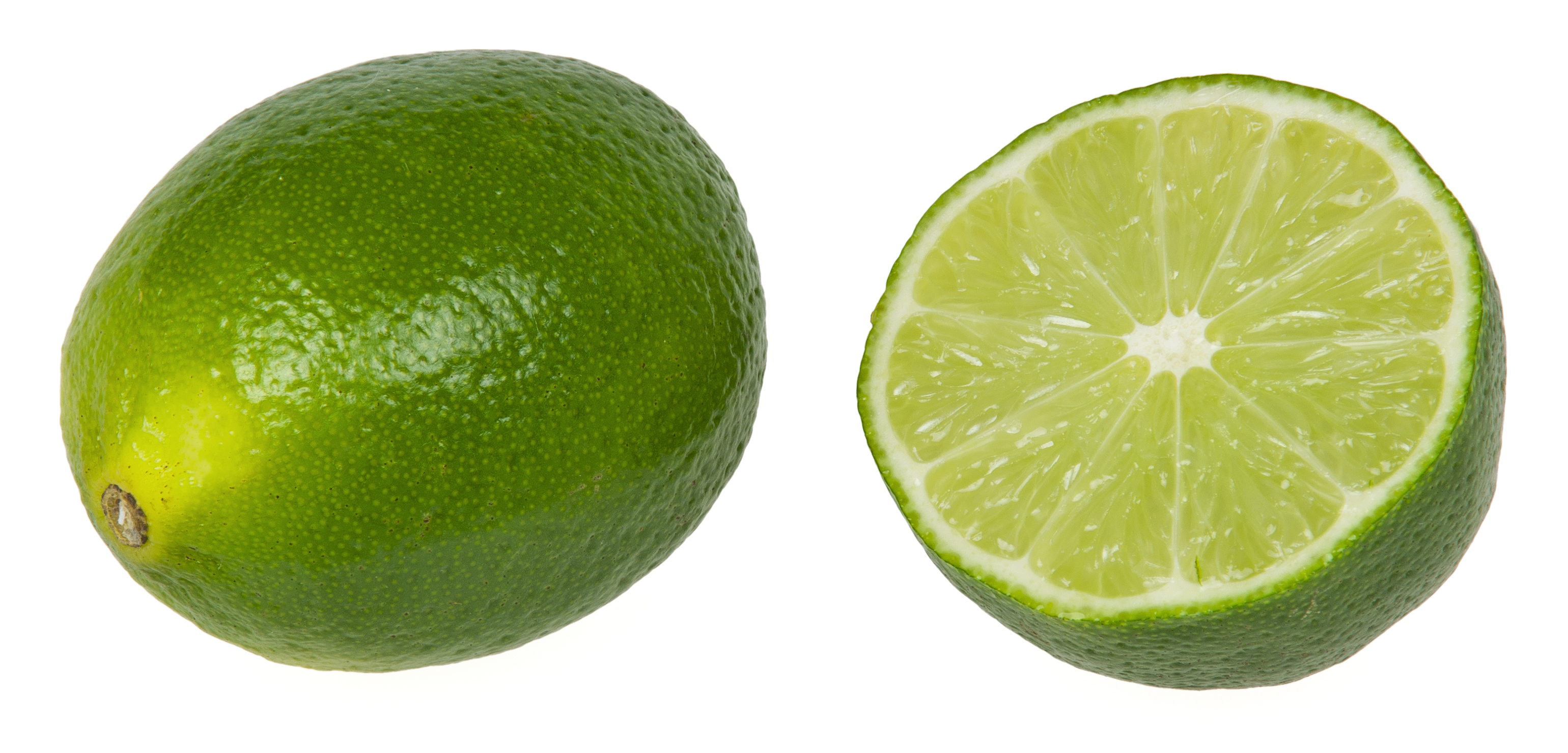
果実とその断面
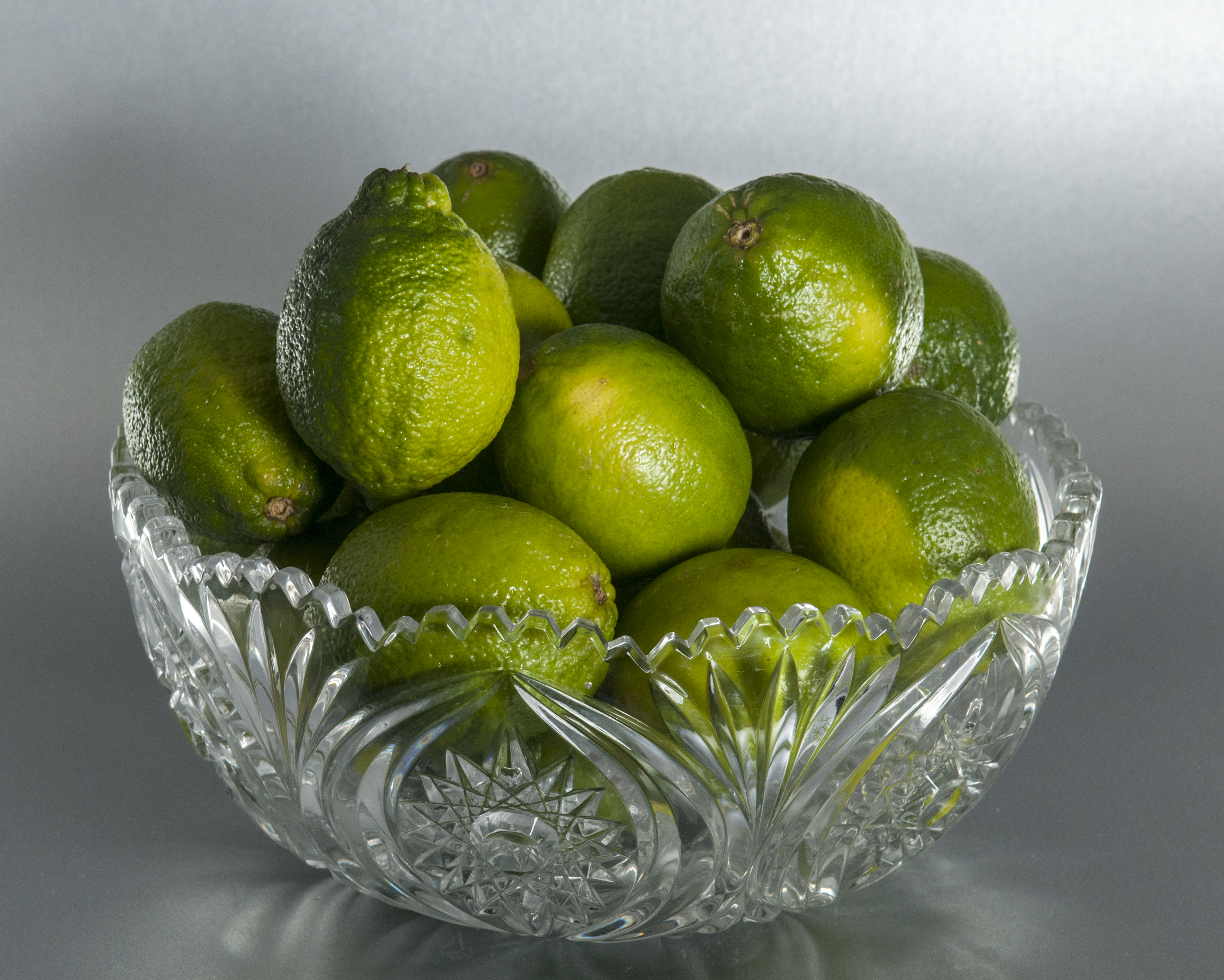
果実
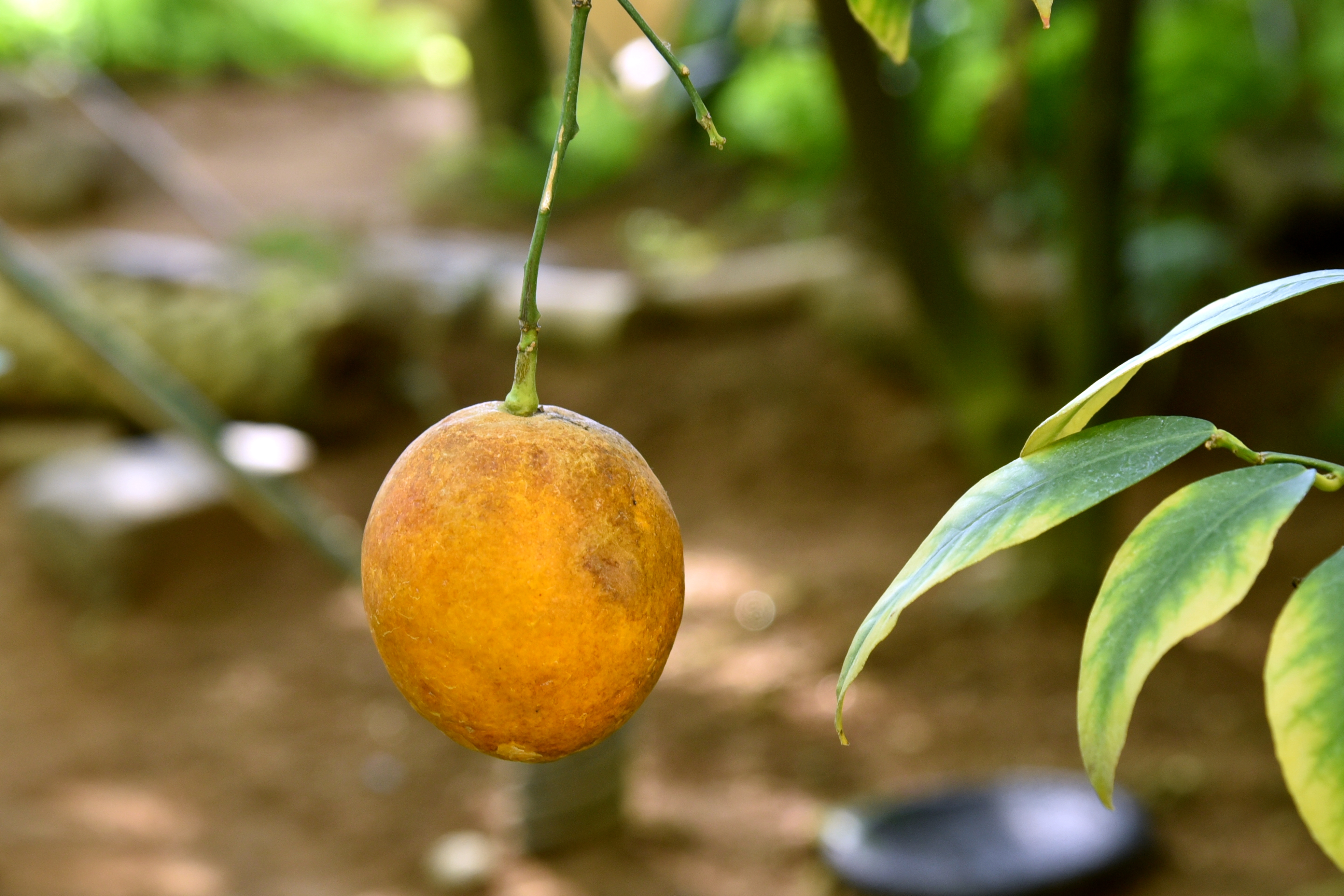
熟した果実

## 利用

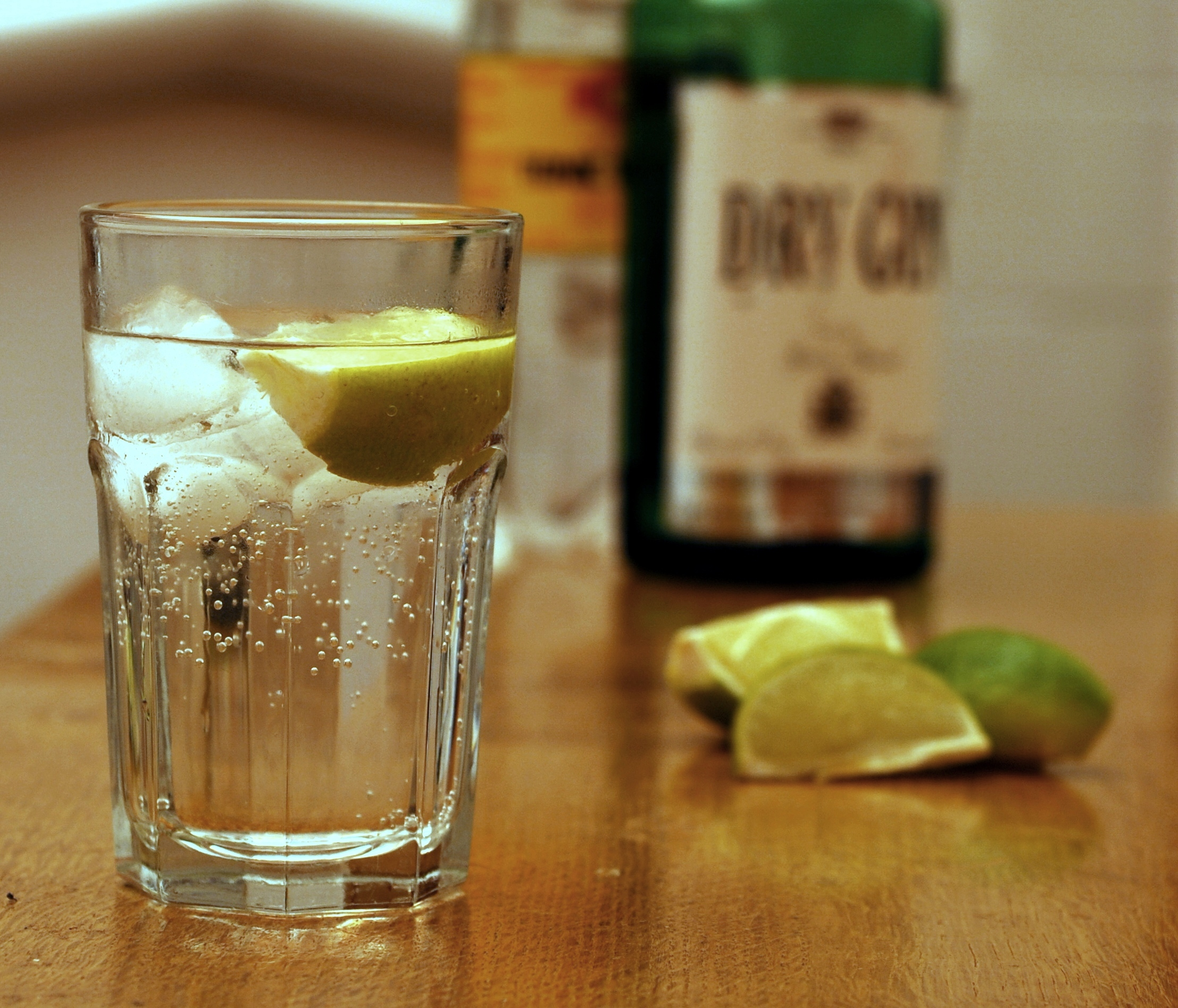
ジントニック

レモンと同様に、輪切りやくし切りにして料理の付け合わせにしたり、果汁を搾って飲料に混ぜて使う。さっぱりした酸味があり、クエン酸が多い。
ライムを使ったカクテルには、ジン・トニック、ジン・ライム、ジン・リッキー、ギムレット、モヒート、ダイキリ、雪国、カミカゼ、モスコー・ミュールなど多数がある。
スライスしたライムをグラスに入れたり飾ったりするほか、ライム果汁（ライムジュース）もカクテルにはよく使用される。加糖された「コーディアルライム」と呼ばれるライムジュースも市販され、カクテルに使用されている。
キーライムパイやシャーベット、マーマレードなど製菓分野で利用されるほか、インドではチャツネやピクルスに使われている。
中東では干しライムまたは乾燥ライムを丸ごと、またはスライスしたり、粉末状で香辛料/調味料として使用される。

## 別種
ライムと名のつく別種の柑橘類が幾つか存在する。
- スイートライム(Citrus limettioides Tanaka)[6]
- オーストラリアン・フィンガーライム(Citrus australasica)
- ライムカット(C. × floridana)
- マクルード・ライム(Citrus hystrix)

## その他

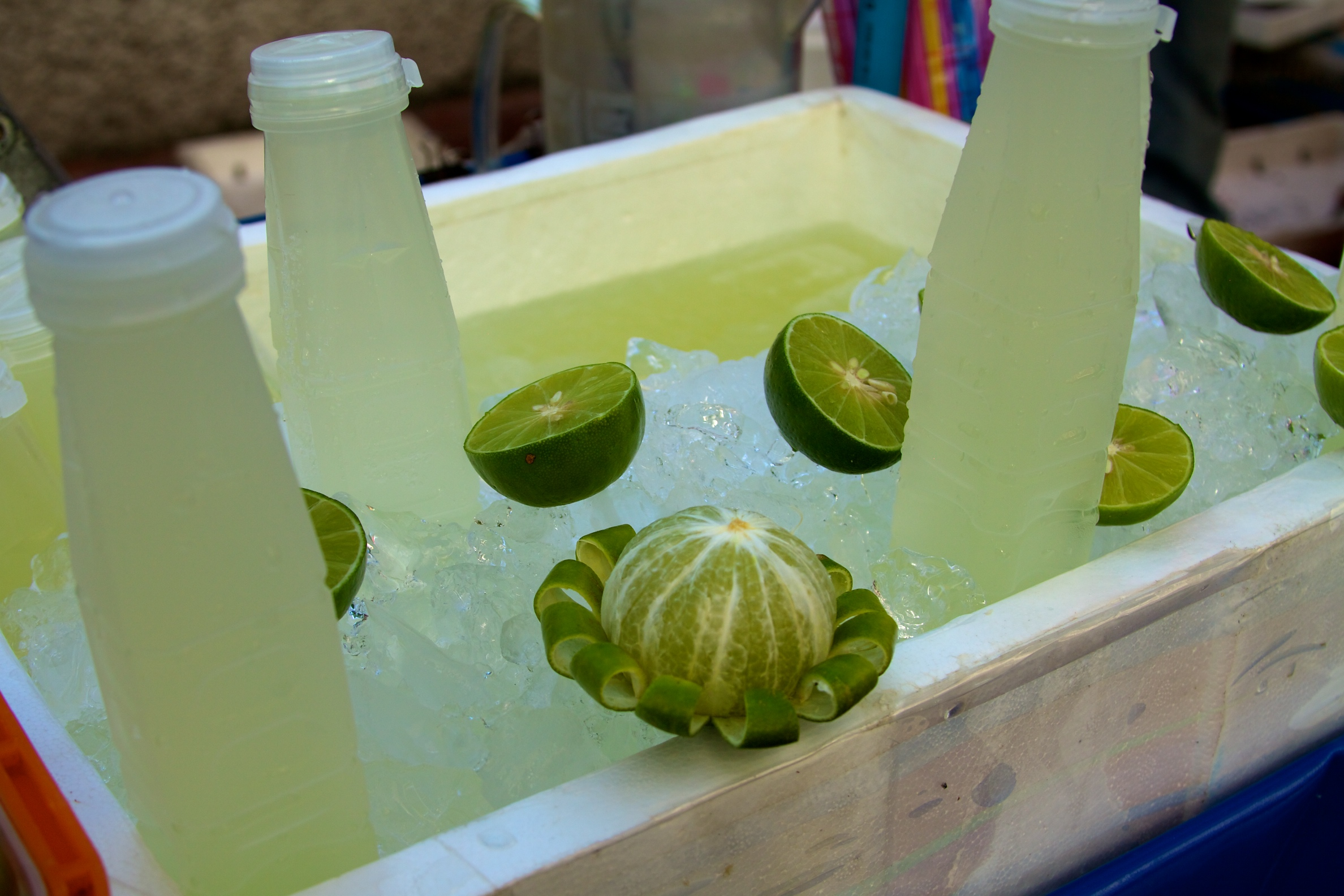
ライムジュース

大航海時代には乳酸発酵させた塩漬けのキャベツ（ザワークラウト）と共にビタミンC欠乏症である壊血病対策、治療に役立つと信じられ利用された。
イギリス人のことを "ライム野郎 (limey) " と呼ぶアメリカのスラングは、イギリス海軍が壊血病予防と称してライムジュースを多用していたことに由来する。
ただし、イギリスでは「ライム」が柑橘類全般の意味でも使われるので、レモンなどもこの「ライム」に含まれており（ロンドンの地名「ライムハウス」も本来はレモンを荷揚げしていた地域である）、狭義（このページで扱われている緑の丸い実）の「ライム」は柑橘類の中ではかなりビタミンC濃度が低くレモンの半分程度である。この混同が後々で見ると問題となったケースとして、1799年からイギリス海軍は海軍の全船舶にレモンを支給する規則になって一旦軍内の壊血病が収まっていたのだが、1845年に地中海が産地のレモンより入手しやすい英領西インド諸島産のライム（狭義）に切り替えた後、壊血病が規模は小さいが時々再発生するようになった。船の発達で航海期間が短縮された事もあって致命的な問題にはならなかったものの、1875年ジョージ・ネアズ率いるイギリスの北極探検隊がいくら規則通りライムジュースを飲んでも壊血病が止まらなかったというトラブルが発生した事例が存在する。
参考、柑橘類のビタミンC濃度（100gもしくは100mlに何mgのビタミンCを含むか。）
| 名前                               | ビタミンC濃度 |
| ---------------------------------- | ------------- |
| レモン果汁                         | 50 - 80       |
| レモンのロブ（濃縮果汁、作り立て） | 240           |
| レモンのロブ（１ヵ月保管）         | 60            |
| オレンジ果汁                       | 50 - 80       |
| オレンジ                           | 50            |
| ライム果汁                         | 20 - 30       |
| グレープフルーツ                   | 37 - 50       |
| ザワークラウト（漬けて1か月後）    | 10            |